# Trematodon minutulus
Trematodon minutulus là một loài rêu trong họ Bruchiaceae. Loài này được Müll. Hal. ex Dusén mô tả khoa học đầu tiên năm 1896.